# EROS (Betriebssystem)
EROS (Abkürzung für The Extremely Reliable Operating System) war ein Forschungsprojekt für ein Betriebssystem mit besonderer Ausfallsicherheit und einer sehr feinkörnigen Rechtevergabe an Benutzer und Programme. Dies wird nicht über Zugriffskontrolllisten und „klassische“ Unix-ähnliche Rechte in einem Dateisystem realisiert, sondern EROS greift auf eine alternative Idee über Betriebssystem-Design aus der Multics-Zeit zurück, sogenannte Capabilities.
Ist bei Unix im weitesten Sinn alles eine Datei, ist bei EROS alles eine Capability (dt.: Fähigkeit). Ähnlich wie ein Handle oder eine Zugriffskontrollliste bezeichnet eine Capability eine Ressource und gewährt Zugriffsrechte auf sie. Während der Zugriffsschutz bei einer Zugriffskontrollliste aber quasi extern realisiert wird, ist er bei einer Capability eine interne Eigenschaft des Objekts. Wie bei DRM passt eine Capability nur maßgeschneidert zu authentifizierten Programmen und Benutzern, was das unerlaubte Kopieren oder Verwenden der Capability durch andere Programme verhindern soll. Im Unterschied zu Unix oder Microsoft Windows gibt es zudem keinen Administrator-Benutzer (root). Der Zustand aller Capabilities und somit des gesamten Systems (und aller laufenden Programme) wird alle fünf Minuten gesichert und nach jedem Neustart persistent wiederhergestellt.

## Geschichte
EROS ist die Re-Implementierung der Konzepte des KeyKOS-Betriebssystems, welches ebenfalls rein auf Capabilities basierte.
EROS ist Open Source und wurde von der Johns Hopkins University betreut. Die Weiterentwicklung von EROS wurde mit Version 1.1 vom 18. April 2001 eingestellt; mit CapROS gibt es aber einen Ableger, und die Hopkins University arbeitet mit Coyotos an einem Nachfolgeprojekt.